# The Nipper's Lullaby
The Nipper's Lullaby è un cortometraggio muto del 1912. Il nome del regista non viene riportato nei credit del film.

## Produzione
Il film fu prodotto dalla Vitagraph Company of America.

## Distribuzione
Distribuito dalla General Film Company, il film - un cortometraggio in una bobina - uscì nelle sale cinematografiche statunitensi il 17 giugno 1912. Nel Regno Unito, venne distribuito il 19 settembre 1912.